# Nordvision

Nordvision är ett mediesamarbete mellan de fem nordiska public service-bolagen Danmarks Radio (DR), Norsk rikskringkasting (NRK), Ríkisútvarpið (RÚV), Yle och Sveriges Television (SVT). Associerade medlemmar är Ålands Radio och TV (ÅRTV), Grönlands Kalaallit Nunaata Radioa (KNR),  Färöarnas Kringvarp Føroya (KVF), Utbildningsradion och Sveriges Radio.. Samarbetet etablerades 1959 och invigdes med en gemensam tv-sändning från Stockholm den 1 oktober samma år.
Nordvisions huvuduppgift är nordisk samproduktion av program, samarbetsprojekt och programutbyte. Målsättningen är att stärka det nordiska kultursamarbetet och stimulera nyttjande av nordiska upphovsmän och konstnärer.
Nordvisionfonden får sina intäkter från distribution av bolagens program i de nordiska länderna. 2010 delade Nordvisionfonden ut cirka 72 miljoner danska kronor till samproduktioner mellan de deltagande bolagen.
Programsamarbetet i Nordvision koordineras vid sju program- och nätverksgrupper. Nordvisions sekretariat är beläget i Oslo.